# Marc De Mulder
Marc De Mulder (Antwerpen, 6 juni 1955) is een Belgische voetballer en trainer. Hij speelde voor Berchem Sport in eerste afdeling. Als trainer bracht hij KVK Waaslandia Burcht van vierde provinciale naar vierde nationale. Hij is een van de weinigen die in alle reeksen van het Belgisch voetbal, van vierde provinciale tot eerste klasse (voor de competitiehervorming van 2016-17) actief is geweest als speler of trainer.

## Spelerscarrière
De Mulder was een van de legendarische Gouden Miniemen van Berchem Sport die in de tweede helft van de jaren ’60 wekelijks honderden toeschouwers naar hun wedstrijdjes lokten. Van de veertien spelertjes haalden er vijf de eerste ploeg: Eddy Crocaerts, Ludo Coeck, Rik Van Mechelen, Danny Koekelcoren en Marc De Mulder zelf. Nauwelijks enkele maanden na Coeck was hij de tweede van zijn lichting die tot het fanionelftal doordrong. IN 1972 mocht hij op zijn zeventiende al een eerste keer van eersteklassevoetbal proeven. Zes seizoenen zou hij in het eerste elftal spelen, als werklustige foerier met een goede trap in de linkervoet en een natuurlijke aanleg voor schwalbe.
Na een mislukt seizoen 1976-77, waarin een zware operatie aan de rechterknie hem maanden langs de kant hield, had hij ook tijdens het seizoen 1977-78 met tegenslag af te rekenen. Hij kwam maar elf keer aan de aftrap, maar was als aangever op links wel een van de uitblinkers in de eindronde die Berchem Sport opnieuw naar eerste afdeling bracht. Een nieuw seizoen in eerste klasse zat er voor hem niet meer in. In 1978 verliet De Mulder het Rooi voor nog twee seizoenen bij Wuustwezel in derde en twee seizoenen bij Sint-Niklaas in tweede. Tijdens het seizoen 1981-82 maakte een zware knieblessure een einde aan zijn spelersloopbaan.
Marc De Mulder werd meerdere keren geselecteerd voor de nationale UEFA’s, waar hij samen speelde met Francois Van der Elst, Franky Vercauteren en Jean-Marie Pfaff. In het seizoen 1975-76 won hij als militair de Kentish Challenge Cup.

## Trainersloopbaan
In een volgend leven als trainer boekte hij successen bij Waaslandia Burcht dat hij in negen seizoenen van vierde provinciale naar bevordering loodste en werd hij kampioen met Tubantia Borgerhout in tweede provinciale in 2004. Na dertien geslaagde en twee tegenvallende seizoenen als hoofdtrainer – bij Kontich FC en KFCO Wilrijk – koos hij in 2007 voor de functie van sportief verantwoordelijke bij zijn oude club, Berchem Sport.

## Overzicht als speler
| Seizoen | Club            | Competitie    |
| ------- | --------------- | ------------- |
| 1972/73 | Berchem Sport   | Eerste Klasse |
| 1973/74 | Berchem Sport   | Eerste Klasse |
| 1974/75 | Berchem Sport   | Eerste Klasse |
| 1975/76 | Berchem Sport   | Eerste Klasse |
| 1976/77 | Berchem Sport   | Tweede Klasse |
| 1977/78 | Berchem Sport   | Tweede Klasse |
| 1978/79 | FC Wuustwezel   | Derde Klasse  |
| 1979/80 | FC Wuustwezel   | Derde Klasse  |
| 1980/81 | Sint-Niklase SK | Tweede Klasse |

## Overzicht als trainer
| Seizoen   | Club                  | Competitie         | Resultaat                |
| --------- | --------------------- | ------------------ | ------------------------ |
| 1993/94   | KVK Waaslandia Burcht | Vierde Provinciale | 1ste plaats              |
| 1994/95   | KVK Waaslandia Burcht | Derde Provinciale  | 2de plaats               |
| 1995/96   | KVK Waaslandia Burcht | Tweede Provinciale | 3de plaats               |
| 1996/97   | KVK Waaslandia Burcht | Tweede Provinciale | 6de plaats               |
| 1997/98   | KVK Waaslandia Burcht | Tweede Provinciale | 2de plaats               |
| 1998/99   | KVK Waaslandia Burcht | Eerste Provinciale | 5de plaats               |
| 1999/2000 | KVK Waaslandia Burcht | Eerste Provinciale | 2de plaats               |
| 2000/01   | KVK Waaslandia Burcht | Eerste Provinciale | 1ste plaats              |
| 2001/02   | KVK Waaslandia Burcht | Vierde Klasse      | 12de plaats              |
| 2002/03   | KVK Waaslandia Burcht | Vierde Klasse      | 9de plaats               |
| 2003/04   | Tubantia Borgerhout   | Tweede provinciale | 1ste plaats              |
| 2004/05   | Kontich FC            | Vierde Klasse      | 10de plaats              |
| 2005/06   | KFCO Wilrijk          | Vierde Klasse      | gestopt na 20 speeldagen |